# Genlisea nebulicola
Genlisea nebulicola este o specie de plante carnivore din genul Genlisea, familia Lentibulariaceae, ordinul Lamiales, descrisă de Rivadavia, Gonella și Amp; A.Fleischm.. Conform Catalogue of Life specia Genlisea nebulicola nu are subspecii cunoscute.